# Cửa khẩu Lý Vạn
Cửa khẩu Lý Vạn là cửa khẩu tại vùng đất bản Lý Vạn xã Lý Quốc, huyện Hạ Lang, tỉnh Cao Bằng, Việt Nam .
Cửa khẩu Lý Vạn thông thương sang cửa khẩu Thạc Long ở huyện Đại Tân, TP. Sùng Tả, tỉnh Quảng Tây, Trung Quốc .
Cửa khẩu Lý Vạn cách thành phố Cao Bằng 60 km theo đường thẳng về hướng đông bắc.

## Hoạt động
Năm 2010 đây là một trong 5 cửa khẩu địa phương của tỉnh .
Ngày 26/09/2012 Thủ tướng Chính phủ ký Quyết định số 1421/QĐ-TTg về việc nâng cấp cửa khẩu Lý Vạn lên cửa khẩu chính .
Cửa khẩu Lý Vạn là thành phần trong Khu kinh tế cửa khẩu Cao Bằng được chính thức công bố năm 2014 